# Donji Sjeničak
 Donji Sjeničak  falu Horvátországban, a Károlyváros megyében. Közigazgatásilag Károlyvároshoz tartozik.

## Fekvése
Károlyvárostól 20 km-re délkeletre a község délkelti részén, a Kordun területén fekszik.

## Története
A településnek 1857-ben 735, 1910-ben 854 lakosa volt. A trianoni békeszerződésig Zágráb vármegye Vrginmosti járásához tartozott. 2011-ben 69-en lakták.

## Lakosság
| Lakosság változása | Lakosság változása | Lakosság változása | Lakosság változása | Lakosság változása | Lakosság változása | Lakosság változása | Lakosság változása | Lakosság változása | Lakosság változása | Lakosság változása | Lakosság változása | Lakosság változása | Lakosság változása | Lakosság változása | Lakosság változása |
| ------------------ | ------------------ | ------------------ | ------------------ | ------------------ | ------------------ | ------------------ | ------------------ | ------------------ | ------------------ | ------------------ | ------------------ | ------------------ | ------------------ | ------------------ | ------------------ |
| 1857               | 1869               | 1880               | 1890               | 1900               | 1910               | 1921               | 1931               | 1948               | 1953               | 1961               | 1971               | 1981               | 1991               | 2001               | 2011               |
| 735                | 820                | 771                | 840                | 867                | 854                | 797                | 925                | 926                | 672                | 614                | 518                | 348                | 283                | 115                | 69                 |

## Nevezetességei
Steničnjak várának, a középkori Horvátország egyik legnagyobb feudális birtokának központja a településen kívüli dombon található. A várat 1299-ben említik először, amikor a Babonics család tulajdona volt. 1325-től a Frangepánok, 1415-től pedig a Cillei grófok kezében volt, ezt követően többször változtak tulajdonosai. A vár alatt volt egy plébániatemplommal rendelkező település. A károlyvárosi erőd építése után 1579-ben elvesztette stratégiai jelentőségét, és a 17. század elején elhagyták.